# Michael Müller
Michael Müller (West-Berlijn, 9 december 1964) is een Duits politicus namens de SPD. Van 2014 tot 2021 was hij regerend burgemeester van de Duitse hoofdstad Berlijn. Tussen 2021 en 2025 was hij parlementslid in de Bondsdag.

## Biografie
Michael Müller werd geboren in Berlin-Tempelhof en groeide daar ook op. Na de middelbare school volgde hij een opleiding tot kantoorbediende, waarna hij tussen 1986 en 2001 werkzaam was in de drukkerij van zijn vader.
In 1981 sloot Müller zich aan bij de sociaaldemocratische SPD. Namens die partij zetelde hij vanaf 1989 in de raad van het bezirk Tempelhof en nam hij in 1996 zitting in het Berlijnse Huis van Afgevaardigden. In 2001 werd hij in het Huis van Afgevaardigden verkozen tot fractievoorzitter, een functie die hij ruim tien jaar behield. Tussen 2004 en 2012 was hij tevens partijleider van de SPD in Berlijn.
In december 2011 werd Müller aangesteld als senator voor Stadsontwikkeling en Milieu in de senaat van burgemeester Klaus Wowereit. Daarnaast werd hij ook locoburgemeester. Toen Wowereit in 2014 voortijdig terugtrad, werd Müller door de SPD naar voren geschoven als zijn opvolger en op 11 december van dat jaar gekozen als de nieuwe burgemeester van Berlijn. Zijn senaat, bestaande uit een Grote coalitie van SPD en CDU, was grotendeels een voortzetting van de voorgaande senaat-Wowereit IV.
Nadat Müller in april 2016 opnieuw leider werd van de Berlijnse SPD, trad hij in september van dat jaar voor het eerst aan als lijsttrekker bij de Berlijnse verkiezingen. Zowel de SPD (21,6% en 38 zetels) als de CDU (17,6% en 31 zetels) verloor zwaar en beide coalitiepartijen behaalden hun slechtste resultaat ooit in de hoofdstad. De SPD slaagde er desondanks wel in de grootste partij te blijven en onder leiding van Müller een linkse meerderheidssenaat te vormen met Bündnis 90/Die Grünen en Die Linke. Kort na het aantreden van de senaat-Müller II in december 2016 werd Berlijn opgeschrikt door een terreuraanslag op de kerstmarkt.
Naast zijn functie als burgemeester was Müller tussen november 2017 en oktober 2018 president van de Bondsraad en van 2017 tot en met 2019 lid van het federale partijbestuur. In 2020 kondigde hij aan zich bij de Berlijnse verkiezingen van 2021 niet herkiesbaar te stellen voor een nieuwe termijn als burgemeester. Hij verklaarde de overstap te willen maken naar de nationale politiek en zich daarom te concentreren op de Bondsdagverkiezingen. In november 2020 werd hij als partijleider van de SPD in Berlijn opgevolgd door Franziska Giffey en Raed Saleh.
Bij de Bondsdagverkiezingen van 26 september 2021 werd Müller verkozen tot lid van de Bondsdag en een maand later als zodanig beëdigd. Franziska Giffey loste hem op 21 december 2021 af als burgemeester van Berlijn. Na een ambtsperiode van bijna 3,5 jaar werd Müller bij de Bondsdagverkiezingen van 2025 niet herkozen als parlementslid. Naar eigen zeggen werd hij binnen zijn eigen partij als "te oud, te wit en te rechts" bestempeld en verwierf hij daarom geen verkiesbare plaats op de kandidatenlijst.
- Gemeinsame Normdatei: 130002135
- Virtual International Authority File: 25699070
- WorldCat: E39PBJdrDFvdmPfxM7k8Jj9CcP